# La Cruz (Benidorm)

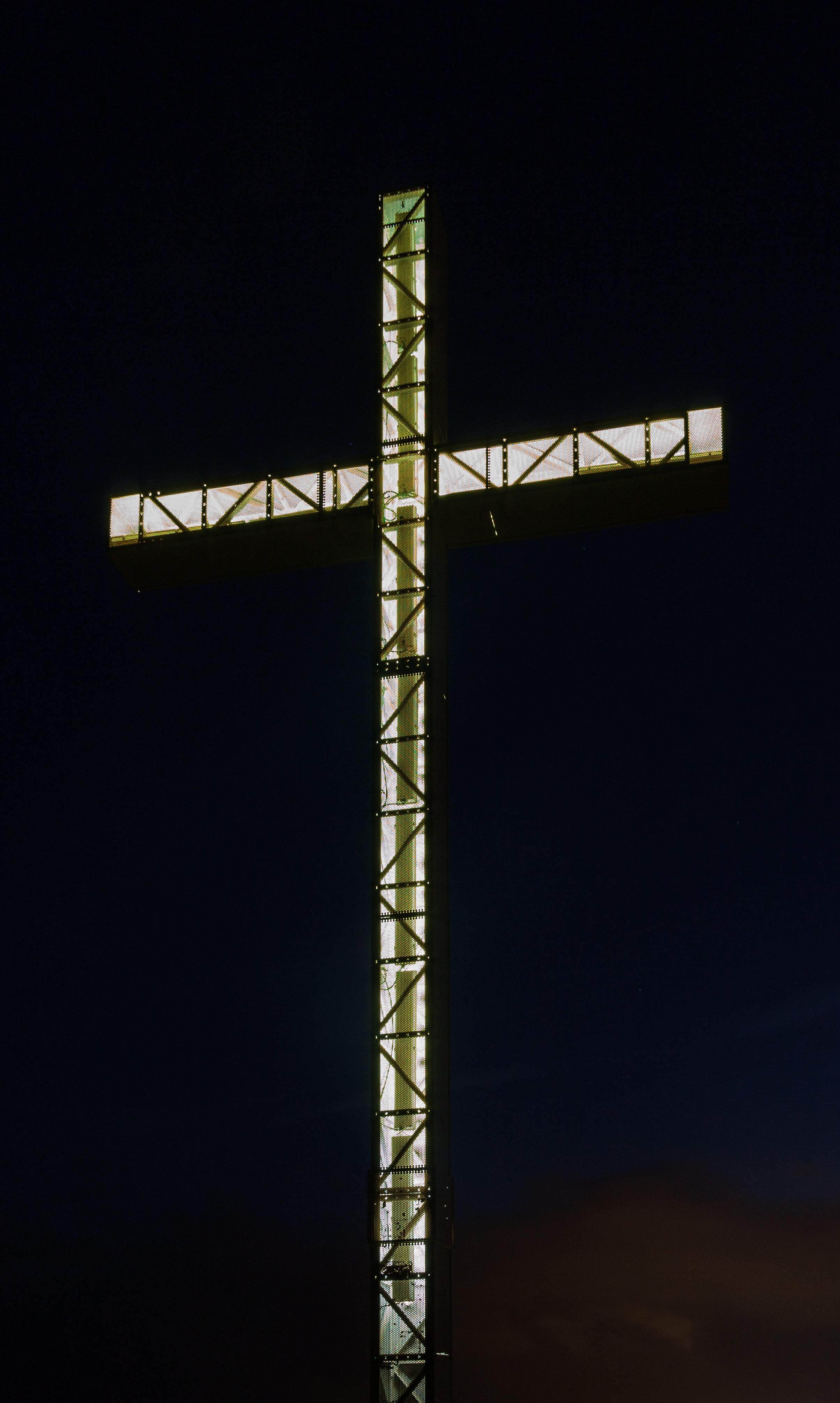
Vista nocturna de La Cruz de Benidorm (España)

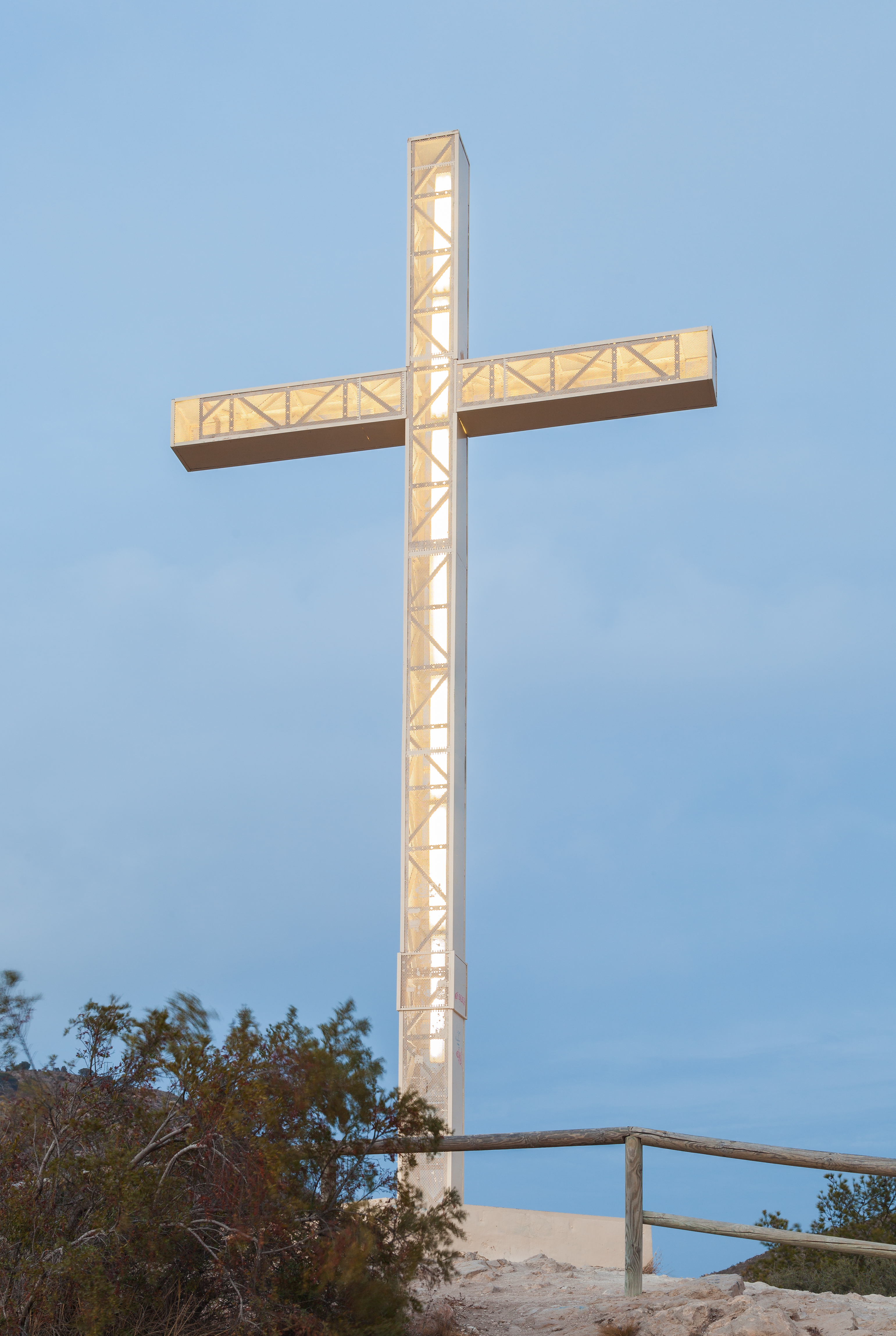
Vista diurna

La Cruz es una cruz monumental que corona la Sierra Helada situada en Benidorm (España).
Fue colocada en lo alto de la Sierra Helada a mediados del siglo XX, en 1961, en una misión católica con el fin de redimir a la ciudad de su fama de pecadora.
Con el paso del tiempo ha pasado de ser un símbolo evangelizador a ser actualmente un icono turístico. En 1975 un temporal la hizo volar siendo sustituida por una nueva. Es visible desde parte de la ciudad.